# Anouk Markovits
Pour les articles homonymes, voir Markovits.
Fanny Markovits dite Anouk Markovits (Anouk Markovits Berger) est une écrivaine née le 14 novembre 1952 en Israël et élevée à Strasbourg (Bas-Rhin) dans les années 1960, dans une large famille hassidique, d'origine de l'Europe de l'Est, en Transylvanie, survivants de la Shoah. Elle part aux États-Unis, à l'âge de 19 ans, pour se marier avec un hassid de Satmar. Elle rejette cette option et s'éloigne de ce milieu. Elle devient architecte et publie en anglais, en 2012  I am forbidden, l'histoire de sa vie, sous la forme d'un roman, traduit en français en 2013, sous le titre Je suis interdite. Cet ouvrage est nommé dans la première sélection 2013 du Prix Femina étranger. Elle travaille comme architecte et décoratrice pour des films, dont L'Insoutenable Légèreté de l'être. Elle habite à New York avec son mari.

## Biographie
Anouk Marcovits est née en Israël. Sa famille qui survit à la Shoah, fuit le communisme et s'installe en Israël, puis en France. 
Elle est élevée à Strasbourg (Bas-Rhin) dans une large famille hassidique de Satmar. La famille est proche du grand rabbin Avraham David Horowitz, qui dirige la synagogue de rite polonais de Strasbourg, Adath Israel (située d'abord rue de la Nuée Bleue puis au 9 rue Sellénick). Le père Markovits, un chohet, est le Hazzan de cette synagogue.
Anouk Markovits étudie dans un séminaire religieuxà Gateshead, Tyne and Wear, en Angleterre.

### La rupture avec sa famille
Partie aux États-Unis, à New York, à 19 ans, pour un mariage arrangé, elle refuse cette option et s'éloigne de sa famille. Elle est la sixième enfant d'une fratrie de quinze. Le père d'Anouk Markovits n'accepte pas sa décision de quitter le milieu hassidique. Il ne reverra plus sa fille de son vivant. La famille Markovits est l'une des deux familles hassidiques de Strasbourg, à l'époque (l'autre étant celle du grand rabbin Avraham David Horowitz). Elle garde, par la suite, des contacts avec sa fratrie.

### Études
Elle opte pour des études universitaires. Anouk Marcovits reçoit un Bachelor of Science (Baccalauréat universitaire en sciences) de l'Université Columbia en 1976, puis un Master of Architecture de l'Université Harvard, et un Ph.D. (Philosophiæ doctor) in Romance Studies (Romanistique) de l'Université Cornell.

### Romancière
À New York, Anouk Markovits est aidée par la romancière Pierrette Fleutiaux, qui l'encourage et établit par l'intermédiaire de Roger Grenier le contact avec Gallimard, qui publie son premier roman Pur Coton, en 1989.

### Activités professionnelles
Elle travaille comme architecte et décoratrice pour des films, dont L'Insoutenable Légèreté de l'être (The Unbearable Lightness of Being), film américain réalisé par Philip Kaufman, sorti en 1988.

### Famille
Elle habite à New York avec son mari Lawrence J. Berger (né en 1968).

## Œuvres
- Pur Coton, Gallimard, 1989,  (ISBN 2070714349).
- (en) I am Forbidden, Hogarth Press (Crown Publishing Group, Random House), 2012[15],[16], traduit en français en 2013, par Katia Wallisky et publié chez Lattès[17] (ISBN 9782709639989)[18],[19],[20],[21],[22],[23],[24],[25]